# Nizozemci
Nizozemci (podle provincie Holandsko také Holanďané, nizozemsky:  Nederlanders) jsou germánská etnická skupina, která obývá nížiny a pobřeží na východě Severního moře – země Beneluxu a severní Francii. V samotném Nizozemsku tvoří asi 80,9 % populace, tedy většinu (cca 13 186 600) a dále tvoří významnou část obyvatelstva v Kanadě, Austrálii, Jižní Africe a USA.
Jejich jazykem je nizozemština ze západní větve germánských jazyků; jako mateřským jazykem jí mluví 22 milionů lidí.
Základem pro jejich etnogenezi byly hlavně germánské kmeny Franků, Frísů a Batavů.

## V češtině
V českém jazyce existují frazémy:
- bludný Holanďan (podle stejnojmenné opery Richarda Wagnera) – člověk stále nespokojený, stále něco hledající
- pije jak holendr (podle jedné z verzí z Hollander, pl. Holländer – německy 'Holanďan'[11]) – pije hodně, syn. pije jak Dán.

## Osobnosti
Nizozemsko stálo u počátků novověku a kapitalismu. Proto nalezneme v počátcích moderní vědy zhusta právě Nizozemce: Antoni van Leeuwenhoek je otcem mikrobiologie, astronom a fyzik Christiaan Huygens započal vědecké zkoumání světla, Willebrord Snellius definoval zákon lomu světla, matematik Ludolph van Ceulen zpřesnil výpočet čísla Pí tak, že se dodnes nazývá Ludolfovo číslo, Andreas Vesalius položil základy moderní anatomie, Herman Boerhaave bývá označován za "otce fyziologie", stejně jako jeho žák Albrecht von Haller, jedním z prvních chemiků byl Johann Rudolf Glauber, průkopníkem botaniky byl Carolus Clusius, Cornelius Drebbel vynalezl první ponorku, Hans Lippershey je jedním z kandidátů na titul vynálezce dalekohledu, Simon Stevin jako první pracoval s vektory, Jan Swammerdam za pomoci mikroskopu jako první prokázal, že vajíčko, larva a hmyz jsou tři fáze vývoje stejného jedince, jedním z nejvýznamnějších středověkých kartografů byl Petrus Plancius.
Ovšem nizozemská věda neztratila úroveň ani v 19. a 20. století: Hugo de Vries oprášil dílo Mendelovo a rozvinul moderní genetiku, Luitzen Egbertus Jan Brouwer významně rozvinul geometrický obor topologie, fyzik Willem de Sitter propracovával Einsteinovu relativitu a předpověděl temnou hmotu, George Eugene Uhlenbeck definoval elektronový spin, Jacobus Kapteyn objevil rotaci galaxií, po Gerardu Kuiperovi se jmenuje známý Kuiperův pás, Jan Oort rozvíjel radioastronomii, astronom Tom Gehrels se proslavil fotometrikou asteroidů, jeho blízkou spolupracovnicí byla Ingrid van Houten-Groeneveldová, zoolog Coenraad Jacob Temminck proslul studiem ptáků, v oblasti informatiky se prosadil Edsger Dijkstra, Guido van Rossum či Andrew S. Tanenbaum, paleoantropolog Eugène Dubois objevil existenci hominida Homo erektus, do vývoje letadel i první světové války významně zasáhl Anthony Fokker, Nikolaas Tinbergen patří ke třem otcům zakladatelům etologie, za což také dostal Nobelovu cenu za fyziologii. Ta se však ve 20. století nevyhýbala ani dalším Nizozemcům: za fyziku ji získali Pieter Zeeman, Hendrik Lorentz, Johannes Diderik van der Waals, Heike Kamerlingh Onnes, Frits Zernike, Nicolaas Bloembergen, Simon van der Meer, Gerard 't Hooft, Martinus J. G. Veltman, Andre Geim, za chemii Jacobus Henricus van 't Hoff, Peter Debye a Paul J. Crutzen, za fyziologii a medicínu krom Tinbergena Willem Einthoven a Christiaan Eijkman.
V oblasti humanitních a sociálních věd patří k největším Nizozemcům dva středověcí filozofové: Erasmus Rotterdamský a Baruch Spinoza. K významným autorům patří i teolog Jakub Arminius a autor známé Bajky o včelách Bernard Mandeville. Klasikem právní teorie je Hugo Grotius. Právník Tobias Asser zase získal Nobelovu cenu za mír za vytvoření Haagského tribunálu. Mezinárodní věhlas získal i kulturní teoretik Johan Huizinga či sociální psycholog Geert Hofstede. Jan Tinbergen a Tjalling Koopmans získali Nobelovu cenu za ekonomii.
Nizozemci se mohou pochlubit slavnou malířskou tradicí, malíři patří nejen k nejslavnějším Nizozemcům, ale někteří nizozemští malíři patří k nejslavnějším vůbec. Týká se to především pěti velikánů: Hieronymus Bosch, Rembrandt van Rijn, Vincent van Gogh, Pieter Brueghel a Jan Vermeer. Do učebnic světového malířství ovšem vstoupili i Piet Mondrian, Hendrick Avercamp, Theo van Doesburg, Karel Appel, Frans Hals, Jacob van Ruisdael, Dieric Bouts, Lucas van Leyden, Aelbert Cuyp, Gerard van Honthorst, Jan Steen, Judith Leysterová, Gerrit Dou, Lawrence Alma-Tadema, Karel van Mander, Pieter Aertsen. Ve 20. století pak fauvista Kees van Dongen či abstraktní expresionista Willem de Kooning. V nedávné době na sebe upoutal pozornost svými geometrickými hříčkami M. C. Escher.
Za klasika nizozemské literatury je považován Multatuli a středověký autor Joost van den Vondel. Ve 20. století uhranul svět deník Anne Frankové. Ve 2. polovině 20. století hovořila nizozemská literární kritika o tzv. Velké trojce: Harry Mulisch, Gerard Reve a Willem Frederik Hermans. Spolu s nimi byl hojně překládán např. Cees Nooteboom.
V hudbě se Nizozemci prosadili především v žánru elektronické hudby, Armin van Buuren, Tiësto či DJ Martin Garrix již patří k jejím klasikům. Mezi interprety vážné hudby proslul houslista André Rieu či dirigent a houslista Bernard Haitink. Zvláštní místo v moderní hudbě drží hudební experimentátor Yuri Landman.
Oceňovaným je modernistický architekt Rem Koolhaas. Představitelem slavného hnutí De Stijl byl designer Gerrit Rietveld.
Nejslavnějším nizozemským filmovým režisérem je Paul Verhoeven. Mezi dokumentaristy Joris Ivens. Někteří herci získali slávu díky zahraničním produkcím, zejména britským a americkým: Famke Janssenová je známá z bondovky Zlaté oko nebo ze série filmů X-men, Carice van Houtenová ze seriálu Hra o trůny, Sylvia Kristelová ztvárnila hlavní představitelku ve čtyřech ze sedmi klasických erotických snímků z cyklu Emmanuela. Rutger Hauer vstoupil do širokého povědomí ve filmech Blade Runner či Sin City. V modelingu se prosadila Doutzen Kroesová.
Za nejvýznamnější politickou osobnost svých dějin Nizozemci považují Viléma Oranžského. Ctí též vojevůdce Michiela de Ruytera. Odvážnou kritikou islámu prosluli Ayaan Hirsi Aliová, režisér Theo van Gogh či politik Pim Fortuyn. Oba posledně jmenovaní za ni zaplatili životem. Proslulou špionkou se stala Mata-Hari.
Nizozemci patřili také k mořeplavcům a kolonizátorům, svá jména propůjčují dodnes různým geografickým útvarům Willem Barents, Henry Hudson a Abel Tasman. Jacob Roggeveen objevil pro Evropany Velikonoční ostrov, Jan van Riebeeck založil Kapské Město, Peter Minnewitt odkoupil od Indiánů ostrov Manhattan a začal budovat dnešní New York. V počátcích jeho rozvoje byl klíčovou figurou další Nizozemec Peter Stuyvesant.
Svědkem přičinlivé protestantské mentality, která stála dle Maxe Webera u samotných kořenů kapitalismu, jsou nizozemští podnikatelé jako Gerard Adriaan Heineken či bratři Gerard a Anton Philipsovi.
Nizozemskou sportovní legendou je běžkyně Fanny Blankers-Koenová. Čtyři zlaté medaile z olympijských her má i cyklistka Leontien van Moorselová. Nejpopulárnějším sportem v Nizozemsku je fotbal a od 70. let patří Nizozemci k evropské špičce v tomto sportu. Nejslavnějšími hráči se za tu dobu stali Johan Cruijff, Marco van Basten a Ruud Gullit. Nejúspěšnějším nizozemským tenistou byl vítěz Wimbledonu Richard Krajicek. Šachistou Max Euwe.